# Piet Gubbels
Piet Gubbels (Tegelen, 31 maart 1921 - Venlo, 17 april 1994) was een Nederlands profvoetballer die doorgaans als rechtsback speelde. 

## Loopbaan
Gubbels verkaste in 1951 van SC Irene naar VVV. Toen drie jaar later het betaald voetbal in Nederland zijn intrede deed was hij een van de vijf Tegelenaren die bij Sportclub Venlo '54 het profavontuur aanging, samen met plaatsgenoten Jacques Hovens, Pierre Driessen, Pierre van Rhee en Frans Swinkels. In november 1954 ging Sportclub Venlo '54 op in VVV en dusdoende keerde Gubbels terug aan De Kraal waar hij als aanvoerder een belangrijke steunpilaar was van het elftal dat enkele talentvolle spelers herbergde, zoals de latere internationals Jan Klaassens en Coy Koopal. Zijn enige doelpunt in het betaalde voetbal scoorde hij op 17 april 1955, in een met 1-3 gewonnen uitwedstrijd bij AGOVV. De 38-jarige verdediger speelde in een bekerduel van VVV tegen Wittenhorst op 18 april 1959 zijn laatste officiële wedstrijd namens de Venlose club. Het daaropvolgende seizoen was Gubbels op papier weliswaar nog contractspeler, doch hij kwam niet meer in actie voor het eerste elftal. Na afloop was zijn spelersloopbaan was Gubbels werkzaam als trainer van amateurclub Tiglieja en kastelein van een café in Tegelen. Hij overleed in 1994 op 73-jarige leeftijd.

## Profstatistieken
| Seizoen         | Club            | Competitie      | Competitie | Competitie | Beker | Beker | Overige | Overige | Totaal | Totaal |
| Seizoen         | Club            | Competitie      | Wed.       | Dlp.       | Wed.  | Dlp.  | Wed.    | Dlp.    | Wed.   | Dlp.   |
| --------------- | --------------- | --------------- | ---------- | ---------- | ----- | ----- | ------- | ------- | ------ | ------ |
| 1954            | SC Venlo '54    | NBVB            | 9          | 0          | —     | —     | —       | —       | 9      | 0      |
| 1954/55         | VVV             | Eerste klasse D | 26         | 1          | —     | —     | —       | —       | 26     | 1      |
| 1955/56         | VVV             | Hoofdklasse A   | 34         | 0          | —     | —     | —       | —       | 34     | 0      |
| 1956/57         | VVV             | Eredivisie      | 32         | 0          | 4     | 0     | —       | —       | 36     | 0      |
| 1957/58         | VVV             | Eredivisie      | 4          | 0          | 1     | 0     | —       | —       | 5      | 0      |
| 1958/59         | VVV             | Eredivisie      | 4          | 0          | 2     | 0     | —       | —       | 6      | 0      |
| 1959/60         | VVV             | Eredivisie      | 0          | 0          | —     | —     | —       | —       | 0      | 0      |
| Carrière totaal | Carrière totaal | Carrière totaal | 109        | 1          | 7     | 0     | 0       | 0       | 116    | 1      |